# Lijst van Nederlandse filosofen
Dit is een lijst van Nederlandse filosofen met een artikel op de Nederlandstalige Wikipedia.

## A
- Willem Jan Aalders (1870-1945)
- Ido Abram (1940)
- Wouter Achterberg (1941-2002)
- Hans Achterhuis (1942)
- Uriel Acosta (1583/84-1640)
- Rudolf Agricola (1444-1485)
- Jan Aler (1910-1992)
- Frank Ankersmit (1945)
- Arnoldus Arlenius (1510-1582)
- Trudy van Asperen (1941-1993)

## B
- Reinier Cornelis Bakhuizen van den Brink (1810-1865)
- Reinout Bakker (1920-1987)
- Else Margarete Barth (1928-2015)
- Isaac Beeckman (1588-1637)
- R.F. Beerling (1905-1979)
- Floris van den Berg (1973)
- Sunny Bergman (1972)
- Kees Bertels (1939)
- Evert Willem Beth (1908-1964)
- Jos de Beus (1952-2013)
- Johannes Diderik Bierens de Haan (1866-1943)
- Johan Binnema (1970-2008)
- Hans Blom (1947)
- Antoine Bodar (1944)
- Theo de Boer (1932)
- Herman Boerhaave (1668-1738)
- Gerard Bolland (1854-1922)
- René Boomkens (1954)
- Jan Bor (1946)
- Marlies ter Borg (1948)
- Abraham Bos (1943)
- René ten Bos (1959)
- Johannes Bouwmeester (1630-1680)
- J.J.P. van Boxtel (1911-1972)
- André van der Braak (1963)
- Jan Brouwer (1881-1966)
- Wiep van Bunge (1960)
- Franco Petri Burgersdijk (1590-1635)
- Chris Buskes (1961)

## C
- Jacob Clay (1882-1955)
- Paul Cliteur (1955)
- Paul Cobben (1951)
- Frans Coppelmans (1925-1993)
- Raymond Corbey (1954)
- Arnold Cornelis (1934-1999)
- Dirck Volkertsz. Coornhert (1522-1590)

## D
- Bernard Delfgaauw (1912-1993)
- Govert Derix (1962)
- Wil Derkse (1952)
- Ton Derksen (1943)
- Joep Dohmen (1949)
- Wim van Dooren (1934-1993)
- Joop Doorman (1928-2009)
- Herman Dooyeweerd (1894-1977)
- Heleen Dupuis (1945)

## E
- Wim Eijk (1953)
- Fons Elders (1936)
- Leo Elders (1926)
- Afshin Ellian (1966)
- Franciscus van den Enden (1602-1674)
- Erasmus (±1467-1536)
- Erno Eskens (1964)

## F
- Maxim Februari (1963)
- Bas van Fraassen (1941)

## G
- Henk Geertsema (1940)
- Hans Gerding (1947)
- Arnold Geulincx (1624-1669)
- Gerrit Glas (1954)
- Tobie Goedewaagen (1895-1980)
- David van Goorle (1591-1612)
- Hannes de Graaf (1911-1991)
- Frank de Graaff (1918-1993)
- Willem Jacob 's Gravesande (1688-1742)
- Ger Groot (1954)
- Hugo de Groot (1583-1645)
- J.V. de Groot (1848-1922)
- René Gude (1957-2015)
- Abraham Gulich (1642-1679)

## H
- Wouter Hanegraaff (1961)
- Bas Haring (1968)
- Ger Harmsen (1922-2005)
- Jaap van Heerden (1940)
- Frans Hemsterhuis (1721-1790)
- Joke J. Hermsen (1961)
- Gerard Heymans (1857-1930)
- Pieter van der Hoeven (1911-1980)
- Jan Hollak (1915-2003)
- Johannes Phocylides Holwarda (1618-1651)
- Jan Hoogland (1959)
- Hubertus G. Hubbeling (1925-1986)
- Ulrik Huber (1636-1694)
- Marli Huijer (1955)

## I
- Marsilius van Inghen (±1335-1396)

## J
- Werner Janssen (1949)
- Jarig Jelles (±1620-1683)
- Dominicus Gerbrandus Jelgersma (1856-1930)
- Stine Jensen (1972)
- Henk Jochemsen (1952)
- Simonka de Jong (1972)
- Willem Remmelt de Jong (1946)

## K
- Karel van der Leeuw (1940)
- Andreas Kinneging (1962)
- Johannes Klencke (1620-1672)
- Wim Klever (1930)
- André Klukhuhn (1940)
- Adriaen Koerbagh (1633-1669)
- Johannes Koerbagh (1634-1672)
- Philip Kohnstamm (1875-1951)
- Herman Koningsveld (1939)
- Michiel Korthals (1949)
- Roel Kuiper (1972)
- Harry Kuitert (1924)
- Harry Kunneman (1948)
- Karel Kuypers (1905-1986)
- Kees Kwant (1918-2012)

## L
- Jan Pieter Nicolaas Land (1834-1897)
- Frederik van Leenhof (1647-1715)
- Michiel Leezenberg (1964)
- Ton Lemaire (1941)
- Jos Lensink (1939)
- Peter van Lieshout (1958)
- Menno Lievers (1959)
- Gerrit Arie Lindeboom (1905-1986)
- Nico Luijpen (1922-1980)

## M
- Bernard Mandeville (1670-1733)
- Gerrit Mannoury (1867-1956)
- Michael Franciscus Josephus Marlet (1921-1997)
- Frank Meester (1970)
- Menasseh Ben Israel (1604-1657)
- Piet Meuleman (1841-1902)
- Damiaan Meuwissen (1939)
- Luuk van Middelaar (1973)
- Bram Moerland (1939)
- Annemarie Mol (1958)
- Jacob Moleschott (1822-1893)
- Bernard Möller (1923-1999)
- Johan Andreas dèr Mouw (1863-1919)
- Jos de Mul (1956)

## N
- Doede Nauta (1934)
- Lolle Nauta (1929-2006)
- Cornelius Franciscus de Nelis (1736-1798)
- Bernard Nieuwentijt (1654-1718)
- Barbara Noske (1949)

## O
- Jacobus Odé (1698-1751)
- Palmyre Oomen (1948)
- Cornelis Willem Opzoomer (1821-1892)
- Felix Ortt (1866-1959)
- Wouter Oudemans (1951)
- Willem Ouweneel (1944)

## P
- Cornelis de Pauw (1739-1799)
- Connie Palmen (1955)
- Wilhelmus Antonius de Pater (1930-2015)
- Rik Peels (1983)
- Willem de Perponcher Sedlnitzky (1741-1819)
- Jan Peters (1909-1961)
- Kees van Peursen (1920-1996)
- Herman Philipse (1951)
- Isaac de Pinto (1717-1787)
- Leo Polak (1880-1941)
- Johannes Jacobus Poortman (1896-1970)
- Klaas Johan Popma (1903-1986)
- Hendrik Josephus Pos (1898-1955)
- Henri van Praag (1916-1988)

## R
- Johannes de Raey (1622-1702)
- Henricus Regius (1598-1679)
- Hendricus Reneri (1593-1639)
- Rob Riemen (1962)
- Hendrik van Riessen (1911-2000)
- Wim Rietdijk (1927)
- Bertus de Rijk (1924-2012)
- Titus Rivas (1964)
- Giovanni Rizzuto (1958)
- Hans Rookmaaker (1922-1977)
- Anton Rovers (1921-2003)

## S
- Jan Willem Sap (1962)
- Ferdinand Sassen (1894-1971)
- Jasper Schaaf (1950)
- Sybe Schaap (1946)
- Johannes Schultingh (1630-1666)
- Egbert Schuurman (1937)
- Arnoldus Senguerdius (1610-1667)
- Coen Simon (1972)
- Baruch Spinoza (1632-1677)
- Paul Sporken (1927-1992)
- Cornelis Bellaar Spruyt (1842-1901)
- Frits Staal (1930-2012)
- Teun van de Steeg (1956)
- Yoram Stein (1972)
- Eli Stok (1990)
- Martin Stokhof (1950)
- Hein Stufkens (1974)
- Harrie de Swart (1944)
- Jean Henri van Swinden (1746-1823)

## T
- Johannes Teiler (1648-±1709)
- Paul van Tongeren (1950)

## V
- Kars Veling (1948-2025)
- Lambert van Velthuysen (1622-1685)
- Antoine Verbij (1951)
- Ad Verbrugge (1967)
- Piet Verburg (1905-1989)
- Cornelis Verhoeven (1928-2001)
- Maarten Verkerk (1953)
- Jaffe Vink (1951)
- Gerard Visser (1950)
- Herman Visser (1872-1943)
- Ad Vlot (1962-2002)
- Johannes van Vloten (1818-1883)
- Burchard de Volder (1643-1709)
- D.H.Th. Vollenhoven (1892-1978)
- Harmen de Vos (1896-1980)
- Gerard de Vries (1948)
- Marc de Vries (1958)
- Henk Vroom (1945-2014)

## W
- Reinier Welschen (1877-1941)
- Bernard van der Wijck (1836-1925)
- Cornelis Johannes Wijnaendts Francken (1863-1944)
- Rob Wijnberg (1982)
- Tine Wilde (1955)
- Dick Willems (1954)
- Marcel Wissenburg (1962)
- Theo de Wit (1953)
- Henk Woldring (1943)
- René van Woudenberg (1957)

## Z
- Onno Zijlstra (1949)
- Sytse Ulbe Zuidema (1906-1975)